# Sredgora
Sredgora – wieś w Słowenii, w gminie Semič. W 2018 roku pozostawała niezamieszkana.